# 津浦铁路的运营
津浦铁路的运营自开通以来就一直繁忙。从整体运输量来看，该路货运比客运发达；其中，北段受海运和河运竞争，较为清淡，而南段因为深入内地，货源充足，有大量的大宗货物来往。
开通初期，运营方率先投入了当时具有世界先进水平的蓝钢列车，还圆满完成了孙中山的迎榇和奉安大典工作。货运方面，大量的大宗货物，例如徐州到贾汪的煤、利国驿的铁矿、淮北符离集的煤等，都会通过津浦铁路转运。另外，还有产自豫东、皖北的豆、麦、芝麻等农产品，也在此线上来往。除了本线上的运输，津浦铁路还与京奉、胶济、沪宁、沪杭等线路联运，有力地加强了东北、华北、华东等地区的联系和交往，成为当时最繁忙的一条线路，在开通当年就产生了百分之百的净利润，在当时来说可谓罕见。

## 運輸能力
| 津浦铁路运输能力数据 | 津浦铁路运输能力数据 | 津浦铁路运输能力数据 | 津浦铁路运输能力数据 | 津浦铁路运输能力数据      | 津浦铁路运输能力数据   |
| 时间                 | 区间                 | 日均运行列车         | 日均运行列车         | 日均运行列车              | 运行速度 （公里/小时） |
| 时间                 | 区间                 | 旅客列车             | 货运列车             | 其他列车                  | 运行速度 （公里/小时） |
| -------------------- | -------------------- | -------------------- | -------------------- | ------------------------- | ---------------------- |
| 30年代               | 徐州-济南            | 15对                 | 15对                 | 15对                      |                        |
| 30年代               | 徐州-浦口            | 14对                 | 14对                 | 14对                      |                        |
| 30年代               | 徐州-蚌埠            | 3对                  | 7对                  | 7对                       |                        |
| 日占期间             | 天津-沧州            | 4对                  | 4对                  | 4对                       |                        |
| 日占期间             | 沧州-德州            | 2.5                  | 2.5                  | 2.5                       |                        |
| 日占期间             | 德州-济南            | 1                    | 1                    | 1                         |                        |
| 1946-1948年          | 徐州-济南            | 7对                  | 7对                  | 7对                       |                        |
| 1946-1948年          | 徐州-兖州            | 7对                  | 7对                  | 7对                       |                        |
| 1946-1948年          | 徐州-蚌埠            | 6-8对                | 6-8对                | 6-8对                     |                        |
| 1946-1948年          | 徐州-浦口            | 8对（最高12对）      | 8对（最高12对）      | 8对（最高12对）           |                        |
| 1946-1948年          | 徐州-浦口            | 4对                  |                      |                           |                        |
| 1947年               | 天津-德州            | 13列                 | 13列                 | 13列                      |                        |
| 1947年               | 天津-德州            | 8.5列                | 0.1列                | 军用列车2列 其他列车2.4列 |                        |
| 1953年               | 浦口-蚌埠            | 13对                 | 29对                 | 29对                      |                        |
| 1953年               | 徐州-褚庄集          | 14对                 | 44对                 | 44对                      |                        |
| 1958年               | 天津-沧州            | 10对                 | 16对                 |                           | 货运列车：27.7         |
| 1958年               | 沧州-德州            | 9对                  | 17对                 |                           | 货运列车：26.7         |
| 1964年               | 德州-济南            | 9对                  | 35对                 |                           |                        |
| 1964年               | 济南-兖州            | 10对                 | 24对                 |                           |                        |
| 1964年               | 兖州-徐州            | 8对                  | 27对                 |                           |                        |
| 1966年               | 浦口-徐州            | 16对                 | 40对                 |                           |                        |
| 1969年               | 天津-沧州            | 12对                 | 24对                 |                           | 货运列车：29           |
| 1969年               | 沧州-德州            | 11对                 | 24对                 |                           | 货运列车：34.6         |
| 1978年               | 天津-沧州            | 17对                 | 31对                 |                           | 货运列车：35.1         |
| 1978年               | 沧州-德州            | 16对                 | 31对                 |                           | 货运列车：33           |
| 1978年               | 德州-济南            | 18对                 | 33对                 |                           |                        |
| 1978年               | 济南-兖州            | 22对                 | 52对                 |                           |                        |
| 1978年               | 兖州-徐州            | 18对                 | 63对                 |                           |                        |
| 1980年               |                      | 34对                 | 78对                 |                           |                        |
| 1981年               | 德州-济南            | 21对                 | 21对                 |                           |                        |
| 1981年               | 济南-兖州            | 24对                 | 42对                 |                           |                        |
| 1981年               | 兖州-徐州            | 17对                 | 50对                 |                           |                        |
| 1985年               |                      | 38对                 | 75对                 | 75对                      |                        |
| 1985年               | 德州-济南            | 23对                 | 43对                 |                           |                        |
| 1985年               | 济南-兖州            | 32对                 | 56对                 |                           |                        |
| 1985年               | 兖州-徐州            | 24对                 | 53对                 |                           |                        |
| 1987年               | 天津-沧州            | 32对                 | 44对                 |                           | 货运列车：36.4         |
| 1987年               | 沧州-德州            | 32对                 | 42对                 |                           | 货运列车：35.4         |
| 1992年               | 徐州-南京            | 118对                | 118对                | 118对                     |                        |
| 1992年               | 茅村-徐州北          | 180对                | 180对                | 180对                     |                        |
| 1992年               | 高家营-三铺          | 180对                | 180对                | 180对                     |                        |

### 运行图
进入20世纪30年代，津浦铁路的列车开始按照运行图开行；日占时期，华北交通也组织天津等铁路局编制运行图，一般每年修订一次。运行图编制时间为当日0点至次日0点，确定编组、中转和停站时间及营业收支等内容，并在诸多车次中优先安排国际旅客快车和直达货物列车的车次。编制运行图时，机车使用能力留有5％的余地，以便机车检修；24小时内，单线和双线区段的通过能力分别留有20％和15％，以便调整运输秩序。中华人民共和国成立后，以全部运输能力编制运行图，不再预留一定比例的通过能力。运行图在摸清货源、货流，货物列车编组计划基础上编制，编制时间由当日18点至次日18点。
1954年，铁道部成立运行图编制委员会领导运行图编制工作。由于当时客货运量变化较大，故每年编制两次运行图，分别称为夏图和冬图。50年代后期，天津铁路办事处还编制实行过分号运行图，如天津至德州间除编制实行16对货物列车的基本运行图外，还编制12对和20对货物列车的两个分号运行图。当运量发生较大变化时，及时采用相适应的运行图，避免打乱运输秩序和提高运输效率。50年代后期，运行图改为夏季编制一次，冬季调整一次；60年代改为每年定期编制一次；70年代，天津铁路分局编制运行图改为2至3年编制一次，其间进行若干调整。另外，由于春节期间、新老兵运输、暑期运输期间运量变化较大，铁路部门还编制与之相适应的临时运行图。
80年代，天津铁路分局编制运行图主要依据各区段使用的机车的技术参数、各运营流程的用时、运行区间的情况等资料。运行图按各线特点分别编制，津浦线按天津（南仓）一沧州一德州分段编制。津浦线虽已建成双线，但牵引机车仍为蒸汽机车，故编图中仍要考虑机车的整备作业要求。另外津浦线有作业的车站较多，货运量大的车站均有独立货场，因此摘挂列车的作业时间需要适当延长。
1983年，为解决塘沽至天津站间上行方向通过能力紧张问题，天津铁路分局在编制这一区段运行图时，采用了旅客列车与货物列车等速运行的平行运行图，降低了因旅客列车速度高于货物列车速度引起的货车空费系数，使该区段的通过能力增加了23列列车。1987年，天津铁路分局在津浦线独流至天津间推广平行运行图，使该区段通过能力增加7对，缓解该区段通过能力紧张状况。

## 客运

### 客运设施
初期的客车为木质且短。1923年，津浦铁路局添置“兰钢皮”53辆，并行驶特别快车，运送旅客人数逐年上升。
1986-1988年间，为适应铁路客运量不断增加的需要，济南局先后对沿线一批车站进行综合改造。
- 泰安站于1986年、2001年先后两次改造，候车室面积由1985年的400平方米扩大到2801.6平方米(含软席)。
- 兖州站1989年11月建成新候车大楼，旅客候车室2907平方米，可容纳1800人同时候车。
- 济南站1995年新建成高架候车室12340平方米，满足了旅客候车需要。

这些车站的旅客站台也进行了改造，到发线由350-400米延长至500-550米；三等以上车站站台均加盖了风雨棚。
1997年，中国铁路将重点放在中长距离客运市场上，并开始提速改造，京沪铁路四等以下客运站停办客运业务。
2000-2005年，济南局辖区内的所有旅客站台实现了“站台硬面化、栅栏化和绿化”。

### 客运组织

#### 客流与车次
| 津浦铁路旅客发送量 | 津浦铁路旅客发送量 |
| 年份               | 旅客发送量（万人） |
| ------------------ | ------------------ |
| 1912               | 171                |
| 1915               | 335.8              |
| 1916-1936          | 250-410/年         |
| 1921-1924          | 270-410/年         |
| 1925-1936          | 290-310/年         |
| 1939-1945          | 332.1              |
| 1946-1949          | 195                |
| 1949               | 220.7              |
| 1960               | 843.1              |
| 1966               | 438.2              |
| 1972               | 606.4              |
| 1975               | 723.6              |
| 1980               | 837.8              |
| 1985               | 1135.4             |

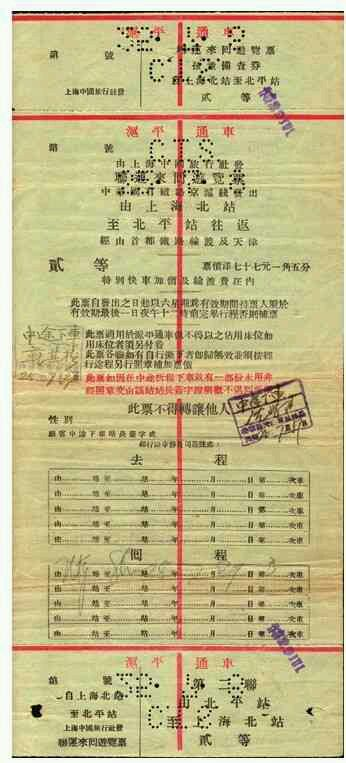
北京-上海直达旅客列车的车票（中文面）

通车初期，先后有浦口-蚌埠、浦口-徐州区段客车1对，还有每周2次的浦口-天津、浦口-北京特快列车。1919年3月改为每周1对，1924年增加到每日3对。1933年北平上海间、北平浦口间普客列车各1对，津浦间快车1对，津济间混合列车2对，济徐间、徐浦间混合列车各1对。1937年5月-10月开行浦口-徐州、济南的客车5对，另军车20对。在1934-1936年，南京曾有经过栖霞山、镇江市，终到无锡的旅游列车，售往返票，有1日、2日、3日的选择。日军占领南京后，津浦铁路屡屡中断，客车也没有稳定的时刻表。到1948年初，浦口-济南客车仅有每日1对。由于内战的爆发，时刻、车次依然不稳定，铁路被分割为三段：天津至沧县、济南至泰安、韩庄至浦口。新中国成立后，对铁路进行全面恢复和技术改造，旅客发送人数迅速上升。津浦铁路双线建成前旅客列车7对，双线建成后18对，自动闭塞建成后23对。
1987年，编制新列车运行图，津浦线开行客车27对。随着京九铁路等新线开通运营，京沪、胶济、京九、兖石铁路客流增加，特别是实施五次提速调图，1998年津浦线旅客列车达36对，比1987年增加9对。2004年，铁道部对津浦线采取减货增客措施，减少货车对数，增加客车对数，津浦线客车对数达48对，比1998年增加12对，有效缓解了京沪线客运能力严重紧张的局面。在京沪、胶济线开行特快、快速旅客列车的同时，开行点对点一站式城际直达快车，实现城际列车“公交化”。

#### 列车编组
| 津浦铁路各时期列车编组 | 津浦铁路各时期列车编组 | 津浦铁路各时期列车编组    |
| 时期                   | 编组长度               | 备注                      |
| ---------------------- | ---------------------- | ------------------------- |
| 通车初期               | 6-8节                  | 客货混合列车挂3节三等车厢 |
| 日占时期 （1938年起）  | 8-10节                 | 混合列车挂三等车厢3-4节   |
| 内战时期               | 10-12节                | 混合列车挂2-4节三等车厢   |
| 建国初期               | 10-12节                | 短途客车加挂少量“棚代客”  |
| 70年代                 | 14节 （直通列车）      |                           |
| 80年代                 | 15-18节                |                           |
| 1988年                 | 17-20节                |                           |
| 1999年                 | 20节                   |                           |

1950年起，原一、二、三等之分的客车改为硬、软座两种。1953年开始，旅客快车或直通客车一律选用车体外观接近一致的客车编组；其他杂型车的代用客车(棚车改简易车)则编成短途或市郊列车。1954年后，调整旅客列车编组：直通快车编组顺序为行李车、宿营车、硬卧车、软卧车、餐车、硬座车、邮政车；短途客车无行李、邮政车，在机车后第1位编挂隔离车1辆。1958年后，沪宁、津浦、陇海各路旅客列车基本上为统一型号的客车和统一编组顺序。

#### 车内服务
运营初期，客运列车上曾配有服务、餐茶、行李、检票、检车人员和防护队，头等、二等车厢配“车僮”服务旅客，特快列车的头等车厢还有“侍应生”，而三、四等车厢则配有1名车夫清扫车厢。30年代时，主要的列车上还有餐茶服务、中转服务和免费开水。到南京解放后，各次列车配列车长、列车员、行李员，负责旅客的安全、服务、清洁工作，以及负责报站。1951年，列车加装广播，并配有意见簿。同时，列车设立服务台，提供票务和简单的医务服务。由于列车乘务各工种的隶属、工作不统一、不协调，将多工种合为一体的乘务组被建立，形成客运、车辆、公安“三乘一体”的制度。乘务组统一由列车段领导，值乘中由列车在统一负责。1956年4月，铁道部颁布《列车包车办法》，南京铁路分局也制定了《乘务规范》和《服务手册》，统一了作业程序和服务的标准规范。1990年，T65/66次列车的208名乘务员被共青团江苏省委评为“共青团号”，也同时被评为“红旗列车”。

## 货运
津浦铁路全线通车后，初期有货物列车3-4对，后增加到7对，每列牵引750吨左右。日军第一次占领山东期间，运量逐年增加，1915年为134.5万吨，1921年为354.5万吨。后由于军阀长期混战，运量起伏很大，1923年货运量303.6万吨，到1929下降为107.4万吨，到1934年又上升到392.1万吨。1938年日本第2次侵占全线后，行车密度和运量急剧增加，1945年货物列车增至15对，牵引定数在1000吨左右，1940年10月至1941年3月，津浦间货运量达到235.0万吨。

### 整车运输
运营初期，货运由货主自行负责。1932年7月，国民政府铁道部颁布《铁路货车负责运输细则》，明令津浦铁路实施铁路货物负责运输制度。9月1日起，浦口站开始实施整车货物负责运输。两个月后，津浦铁路全线施行负责运输制，包括整车和零担货物。负责运输制实施后，津浦铁路货运收入较同比增长54.2万元。
1938年起，日本侵略军旗下的華中鐵道和華北交通制定了《货物运输规则》和《配车规则》，继续实施负责运输，同时进行货车统一调配、各线路直通运行。1939年，华北交通制定了中国和日本（包括日治朝鮮）、“满洲国”之间的两份《货物联络运输协定》，规定运往日本和朝鲜的煤、矿、矾土、盐等货物运价减成，开办发往滿鐵、鲜铁的整车货物直通运输。日本侵略军通过津浦铁路大肆掠夺资源，仅在1941年，日本就运出208万吨煤。
日本投降初期，由于国共双方的武装经常通过破坏津浦铁路以阻止日军运输、调遣，铁路设备损坏严重，无法实行负责运输，直到1948年5月1日，津浦铁路浦口-兖州管理处在浦口等大站，先行对3种货物实施整车负责运输，包括棉花、花生、杂物，以便利客商，但铁路方面仅承担装车至到货后6小时内的责任。
南京解放初期，整车货运仍由货主自行负责。1951年4月起，铁路负责运输开始在沿线主要货运站实行，并在7月推广到沿线全部办理整车货运的车站，使运输量急速上升，很快就出现了货多车少的局面。60年代起，整车货物推行包装规格标准化、装车定型化的装载。1965年，南京铁路分局的货车平均载重39.2吨，1970年为42.3吨。
1986年，南京铁路分局组织整车轻重配装，采用轻浮货物超定额装载等措施，整车超定额装载7050车，多装货物4.71万吨，节约车皮960辆，组织整车轻重拼装86车，节省运费58.39万元。全年共编开直达列车2270列，共8.80万车，占装车比重19.4%。同年，南京铁路分局先后组织管内43家专用线实行共用，全年共组织装卸车4.28万车，装卸货物216万吨，比上年分别增长12.4%和9%。1999年，南京铁路分局货车全年装卸33238.2万吨，比上年增加3.5万吨。

### 零担运输
通车初期，零担货物运输由货主自理。1932年10月，开始实行零担货物负责运输。日军占领南京期间，继续负责运输制，采用“积合车”（整装零担车）和“中间车”（沿途零担车）两种方法运输零担货物。抗战胜利初期，零担货物运输由货主自理。1948年5月起，浦口-徐州区间恢复零担负责运输，铁路部门仅负责从装车起到货物抵达后6小时内的责任。当时的零担车多附挂在客货混编的列车上，以方便沿途零担货物的装卸。
1950年，津浦铁路全线开始办理零担货物负责运输。1951年12月，零担计划运输制度开始实施，按照日历装车，定期受理，分线承运，零担运输进入计划阶段。1956年10月，零担货物托运5日计划和隔日承运等办法开始实行，货物的组织提高，也保证了及时装运。
1958年，各货运站开始推行整车货物内加装零担货物，以及利用顺路的客、货空车装货的“捎脚运输”办法。1965年，改为定点、定线、定编组的快运零担货物列车。同年，《全路零担车组织计划》颁布，中转的货物开始按规定的中转站转运。1986年，南京铁路分局各站采用两站整车、零担车腾空合并，组织两站整零加装等办法，全年腾空棚车1275辆，节约棚车9299辆，多运零担货物27.15万吨。1990年，合并腾空棚车2333辆，节省货车载重112.6万吨，全年节约货车2.07万辆。1999年，南京铁路枢纽范围内共发送64.45万吨。

### 特种运输
在1923年前后，津浦铁路就有冷藏车厢运营了。初期，鲜活货物仅限本线的运输，不能运往其他线路，而且运输由货商自理，日军占领和抗战胜利后也是如此。新中国成立后，冷藏车实施全路调配。1952年，铁道部颁布新规，对于活物的运输，皆由货主自理、自行照料。

### 危险品运输
在20世纪20年代，津浦铁路对一般危险品（例如煤油、火柴）的运输实施铁路负责制，其他危险品由货主自理。在日伪统治时期，对大部分（除爆炸品外）危险品实施负责运输。抗战胜利后，易燃、易爆类危险品只能办理整车运输，而一般危险品则允许零担运输，都由货主自理。1955年，铁道部颁布新规，开始实行危险品的负责运输。进入60年代，由于农药等化工产品的运输需求不断增长，江苏境内各车站加强了危险品的运输管理。1965年，开始增挂沿途零担列车危险品专用车。

### 大件货物运输
津浦铁路的大件运输起始于1938年，当时使用60吨的凹形特种车辆。抗战胜利后，直到南京解放初，均未有大件运输的业务。1952年，铁道部颁布《阔大货物装运暂行办法》，增添大吨位的平板车和特种车，南京铁路分局还设有专人负责大件货物的装载加固和调度人员。自70年代起，一些中间站也开始办理大件货物运输。

### 货运设施
1937年前，仅有浦口和浦镇两站有数股货运线，其他货运站只有不足百米的尽头式货运线。抗战期间，浦口站增加了三股货运线，以方便运输浦口码头的煤。新中国成立后，随着货运量的上升，车站开始增加新的货运线。
新中国成立之初，津浦铁路上有货运站台11座、1.31万平方米。1951年，实行货物负责运输后，一些新的站台被建造，在一些装运散装货物的车站还修建了一些高（1.7米）站台。70年代后，混凝土材质的硬面站台逐渐取代了砂土质站台。到1999年，津浦铁路的大部分站台都改为硬面。

## 行车组织
在1945年前，从浦口站每日往北开行客、货列车6-8对，最多每日12对。1949年7月，南京解放后，浦口到蚌埠、浦口-徐州、蚌埠-徐州之间每日开行客车3对，混合列车2对。1953年时，津浦铁路浦口-蚌埠段列车平行最大通过能力42对，图定客车13对。1965年时，津浦铁路浦口-徐州区间平行能力56对，图定客车16对。到1980年时，津浦铁路的平行通过能力为列车112对，其中图定客车34对、货车78对。1986年后，由于一系列设施的升级，列车的通过能力进一步提高。自南京长江大桥通车后，仅1987年间，每日就有31对旅客列车通过，通行能力比轮渡增长了8.6倍。1999年的列车通过量达到4.5万辆。自90年代起，津浦铁路徐州-南京区间每日通过列车120对，成为中国铁路干线里运量最大的一个区间。

## 管理机构及变迁
1908年在天津、浦口分设津浦铁路北段总局和南段总局，浦口至济南段1912年1月通车时以韩庄运河桥为界，由上述两机构分别管理:51。1912年11月全线通车，南北总局合并，在天津设津浦铁路总局，浦口设分局，隶属于北洋政府交通部，运输工作由津浦路局车务处、车务分段管理。1913年11月津浦铁路总局改名津浦铁路管理局，在济南设办事处。1916年10月济南办事处改名济南事务所。1920年撤销济南事务所。此后，国内政局不稳，军阀割据，管理机构按照军事当局的需要，时建时撤，线路分割为几段运输。1931年2月津浦铁路管理局改组为津浦铁路委员会。
侵华日军占领期间，津浦铁路由華中鐵道株式会社业务部管理徐州以南区间，而華北交通则管辖徐州以北区间。1938年6月，日本侵略军成立济南铁路局，管辖津浦线黄河涯至程家庄区段。 1939年4月，在北平成立华北交通株式会社，仍设济南铁路局，管辖津浦线天津至蚌埠段。1945年4月，日本为“强化”运输管理，推行战时体制，将济南铁路局改为济南地方交通团。
抗战胜利后，国民政府交通部设立了华中铁路管理委员会来接管津浦铁路，后又由津浦区铁路局管理。1945年8月日本投降，南京政府交通部接管华北交通株式会社济南地方交通团，成立济南区铁路局，管辖津浦线德州至兖州区段，徐州至浦口区段则由浦徐管理处管辖:51。1946年3月实行铁路干线分区管理制，在济南成立津浦区铁路管理局，管辖胶济、津浦、德石全线。
1948年9月济南解放，11月1日，在济南成立华东区铁路管理总局。同年6月2日青岛解放，至此，济南铁路管理局管辖内各线全部解放，津浦铁路黄河涯至浦口段、支线及沿线工厂皆由解放军控制。南京解放后，南京市军管会设立了南京、浦口铁道办事处，管理津浦铁路浦口-临淮关区间。济南铁路管理局蚌埠分局于1949年7月30日成立，管辖津浦线蚌埠至浦口段:53。1950年10月9日成立济南铁路分局，归济南铁路管理局领导，管辖津浦线黄河涯至临城区段。1953年1月，济南铁路分局改为济南铁路运输分局，蚌埠分局改为蚌埠运输分局，管辖范围也同时调整：长淮卫至浦口段划归上海铁路管理局南京运输分局，原由济南铁路管理局徐州分局管辖的蚌埠（不含）至高家营段划归蚌埠运输分局:53，蚌埠运输分局的管辖范围于1953年7月改为三界以北至高家营。1956年1月，恢复济南铁路分局，主管运输。1953年1月，上海铁路局南京铁路运输分局成立，继续负责之前机关的业务。1958年，改名为南京铁路分局。1958年1月，蚌埠铁路分局及其管辖内的铁路，由济南铁路管理局移交给上海铁路局:54。两局分界于津浦铁路649公里处。1958年10月15日，济南铁路管理局改称济南铁路局。1959年6月1日，上海铁路总局蚌埠铁路局成立，管辖津浦线蚌埠至乌衣段和淮南、水蚌、大八线。1960年，蚌埠铁路局改属铁道部领导:54，徐州铁路办事处移交蚌埠铁路局管辖。
1963年4月1日，蚌埠铁路局撤销，同时成立蚌埠、徐州两个铁路分局，二者分别隶属于上海、济南两个铁路局，津浦线蚌埠以北至利国段由原蚌埠铁路局移交徐州铁路分局:55。1967年6月13日，济南铁路分局实行军事管制，管辖范围不变。1968年4月2日，济南铁路分局革命委员会成立。1973年9月，济南铁路分局军管会被撤销。1975年10月，蚌埠铁路分局接管原先由徐州铁路分局管辖的津浦线蚌埠至符离集段:55。1978年4月1日，济南铁路分局革委会撤销，重新恢复济南铁路分局。至1985年济南铁路分局辖兖州办事处、泰安办事处、济西办事处和兖石临管处(代管)等。管辖范围：津浦铁路主线，北与北京铁路局分界于官屯至德州间238公里处，南与徐州铁路分局分界于滕县至南沙河站572公里处；津浦铁路磁莱支线119公里、兖济支线33公里、泰肥支线50公里。